# 小行星283
小行星283（283 Emma）是一颗围绕太阳公转的小行星。1889年2月8日，奧古斯特·卡洛斯在尼斯描述了此天体。
这颗小行星的绝对星等为8.72等。
2003年7月14日，天文学家W. J. Merline等人宣布在凯克天文台发现小行星283的卫星S/2003 (283) 1。S/2003 (283) 1直径为12千米，距离小行星283约370千米。

## 相关條目
- 小行星列表/10001-11000

## 外部連結
- Asteroid Lightcurve Database (LCDB) （页面存档备份，存于）, query form (info （页面存档备份，存于）)
- Dictionary of Minor Planet Names, Google books
- Discovery Circumstances: Numbered Minor Planets (10001)-(15000) （页面存档备份，存于） – Minor Planet Center
- 小行星283 at AstDyS-2, Asteroids—Dynamic Site
  - Ephemeris · Observation prediction · Orbital info · Proper elements · Observational info
- NASA JPL小天體瀏覽器上的小行星283

| 前一小行星： 小行星282 | 小行星列表 | 後一小行星： 小行星284 |